# Jagiellonia Białystok w sezonie 1987/1988

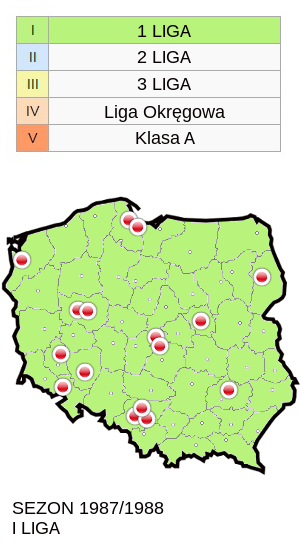
BOZPN - Zespoły występujące w I lidze w sezonie 1987/88

Jagiellonia Białystok przystąpiła do rozgrywek I ligi oraz Pucharze Polski od II rundy (1/64).

## I poziom rozgrywkowy
Od sezonu 1986/87 funkcjonuje nowy system punktowania tzw. "za 3 pkt", przepisy obowiązywały tylko w I, II i III lidze. Mecze wygrane różnicą 3 bramek są premiowane 3 pkt, przegrane różnicą 3 bramek -1pkt., nie dotyczy walkowerów. W tabeli mecze za "3" i "-1" podane są w nawiasach. Zespoły z miejsc 11-14 toczyły bezpośrednie baraże o pozostanie w I lidze.
26 lipca 1987 roku trener Janusz Wójcik wybrany został głosami czytelników Kuriera Podlaskiego "Białostoczaninem roku"..
I Liga po raz pierwszy

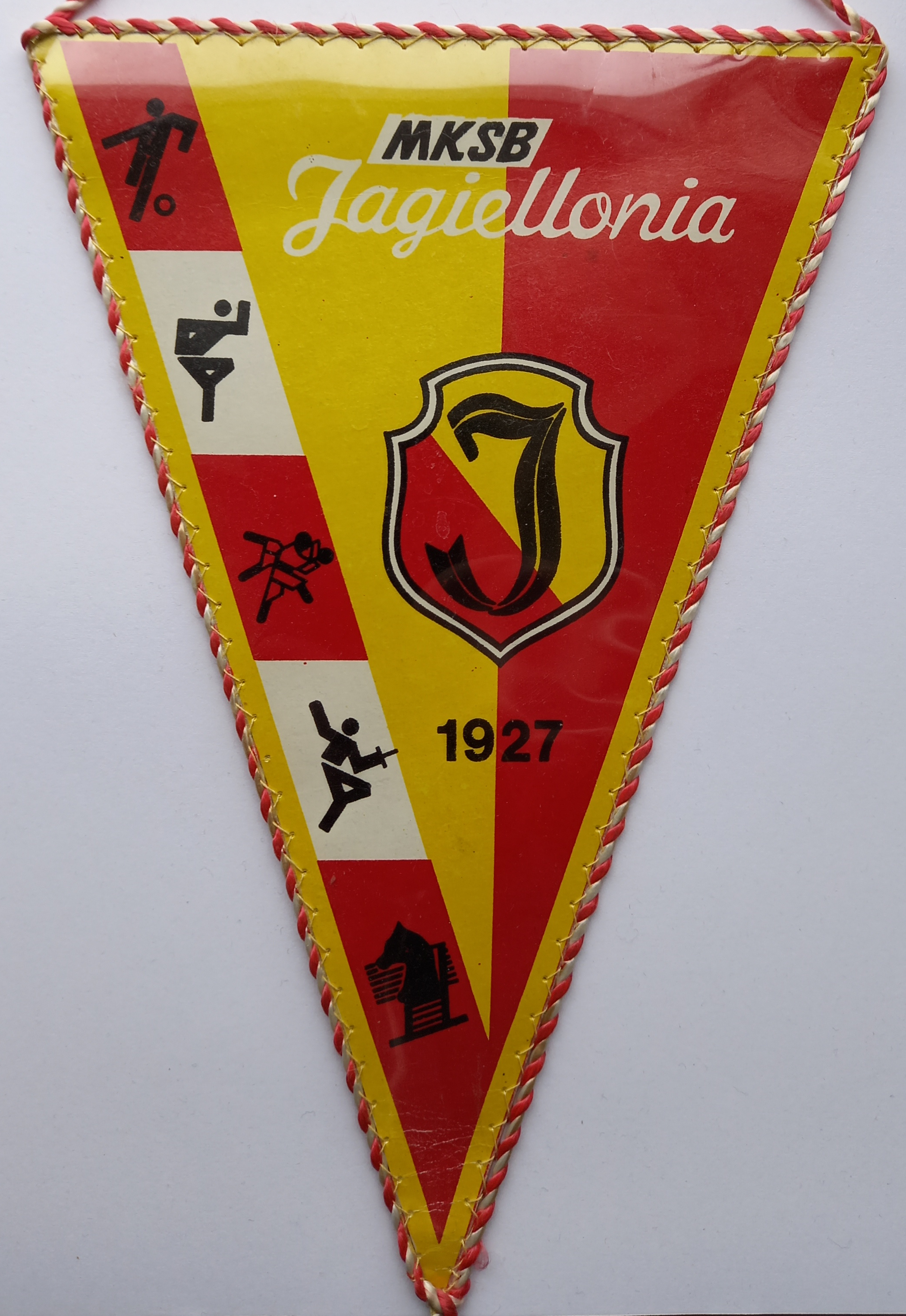
Proporczyk Jagiellonii z lat 80 XXw.

Upragniona I liga zawitała do Białegostoku, wielu kibiców i działaczy miało zapewne ambitne oczekiwania, jednak głównym celem zespołu było utrzymanie się w elicie piłkarskiej. Klub nie dokonał większych zmian w kadrze, najważniejszym nabytkiem był Jerzy Leszczyk, napastnik pozyskany z Łódzkiego Widzewa. Olbrzymim wzmocnieniem zespołu był kapitan Jagiellonii Henryk Mojsa. Z uwagi na swoją I-ligową przeszłość i doświadczenie połączone z dobrym kunsztem piłkarskim, otrzymał przydomek "profesor". To był ostatni sezon Mojsy w Jagiellonii, po sezonie wyjechał do Australii.
Jagiellonia zadebiutowała przed własną publicznością 9 sierpnia 1987 r. meczem z Widzewem Łódź (1:1), bramkę dla „żółto-czerwonych” w 7 min. strzelił Jarosław Michalewicz. Mecz przeszedł do historii białostockiej piłki nożnej nie tylko z powodu sportowej rywalizacji, ale także ogromnego zainteresowania kibiców. Stadion wypełnił się do ostatniego miejsca, kibiców wpuszczono na bieżnię lekkoatletyczną oraz miejsca za bramkami. Według różnych źródeł mecz oglądało od 35000-40000 osób. Pierwsze zwycięstwo drużyna odniosła w 6 kolejce, przed własną publicznością w meczu z Szombierkami Bytom (1:0).

W pierwszej rundzie Jagiellonia zapłaciła frycowe beniaminka, bolączką okazały się mecze wyjazdowe. Na koniec rundy jesiennej z 10 pkt. drużyna zajmowała 14 miejsce w tabeli. Fala niepowodzeń wymusiła zmiany, po 10. kolejce zwolniony został Janusz Wójcik, na jego miejsce przyszedł były jagiellończyk Mirosław Mojsiuszko. Zmiana trenera okazała się dobrym ruchem, w drugiej rundzie zespół prezentował się o wiele lepiej, szczególnie poprawiony został bilans meczów na wyjeździe.

Do historii przeszedł mecz w Zabrzu, gdzie „Jaga” wygrała z liderującym i przyszłym mistrzem kraju Górnikiem 2:3. W ostatniej kolejce białostoczanie zwyciężyli u siebie Legię Warszawa 2:0, z 29 pkt. zajmując 8 miejsce w tabeli.

Kibice

Pierwsza liga w Białymstoku gromadziła tłumy, pojawiły się "żółto-czerwone" szaliki i czapeczki oraz popularna wówczas "meksykańska fala". Należy przypomnieć, że statutowe barwy kluby były biało-czarne, kibice używali barw widniejących na herbie klubowym oraz herbie miasta. W czasie meczów wyjazdowych tysiące osób gromadziło się na ul.Wesołowskiego (dziś ul.Suraska) przy redakcji Gazety Współczesnej skąd otrzymywali najnowsze relacje z meczów Jagiellonii.

Puchar Polski

W rozgrywkach Pucharu Polski Jagiellonia wystartowała od II rundy, (na wyjeździe) pokonała 0:2 Włókniarz Bielsko-Biała, w następnej rundzie (na wyjeździe) wygrała 1:2 z Radomiakiem, dotarła do 1/16, gdzie uległa (na wyjeździe) Motorowi Lublin 2:1.

## Końcowa tabela I ligi
| Lp. | Drużyna                   | M  | Z      | R  | P      | Bramki | Bramki | Różn. | Pkt. | Uwagi             |
| --- | ------------------------- | -- | ------ | -- | ------ | ------ | ------ | ----- | ---- | ----------------- |
| 1   | Górnik Zabrze (m)         | 30 | 19 (6) | 7  | 4 (0)  | 65     | 30     | +35   | 51   | Puchar Europy     |
| 2   | GKS Katowice              | 30 | 14 (3) | 9  | 7 (0)  | 40     | 23     | +17   | 40   | Puchar UEFA       |
| 3   | Legia Warszawa            | 30 | 15 (2) | 8  | 7 (1)  | 39     | 27     | +12   | 39   | Puchar UEFA       |
| 4   | ŁKS Łódź                  | 30 | 16 (3) | 5  | 9 (1)  | 40     | 29     | +11   | 39   |                   |
| 5   | Widzew Łódź               | 30 | 8 (1)  | 15 | 7 (1)  | 28     | 24     | +4    | 31   |                   |
| 6   | Śląsk Wrocław             | 30 | 9 (2)  | 11 | 10 (2) | 31     | 22     | +9    | 29   |                   |
| 7   | Szombierki Bytom (b)      | 30 | 10 (0) | 10 | 10 (1) | 28     | 29     | -1    | 29   |                   |
| 8   | Jagiellonia Białystok (b) | 30 | 11 (0) | 7  | 12 (0) | 24     | 25     | -1    | 29   |                   |
| 9   | Lech Poznań*              | 30 | 10 (1) | 9  | 11 (2) | 29     | 30     | -1    | 28   | PZP               |
| 10  | Pogoń Szczecin            | 30 | 12 (1) | 5  | 13(2)  | 32     | 36     | -4    | 28   |                   |
| 11  | Zagłębie Lubin            | 30 | 8 (0)  | 11 | 11 (1) | 23     | 25     | -2    | 26   | Baraż, spadek     |
| 12  | Lechia Gdańsk             | 30 | 6 (0)  | 14 | 10 (0) | 18     | 26     | -8    | 26   | Baraż, spadek     |
| 13  | Olimpia Poznań            | 30 | 7 (2)  | 11 | 12 (3) | 36     | 46     | -10   | 24   | Baraż, utrzymanie |
| 14  | Górnik Wałbrzych          | 30 | 6 (1)  | 11 | 13 (0) | 24     | 36     | -12   | 24   | Baraż, utrzymanie |
| 15  | Bałtyk Gdynia (b)         | 30 | 9 (1)  | 6  | 15 (4) | 27     | 41     | -14   | 21   | Spadek do II ligi |
| 16  | Stal Stalowa Wola (b)     | 30 | 6 (1)  | 9  | 15 (6) | 31     | 56     | -25   | 16   | Spadek do II ligi |

- Tabela wg Tabela wg 90.minut.pl
- Lech Poznań zdobył Puchar Polski i wystąpi w Pucharze Zdobywców Pucharów
- Baraże o pozostanie w I lidze:

(11.) Zagłębie Lubin : (14.) Górnik Wałbrzych 1:2 i 2:2 – utrzymał się Górnik

(12.) Lechia Gdańsk : (13.) Olimpia Poznań 0:1 i 2:2 – utrzymała się Olimpia

## Skład, statystyka, transfery
| Nr | Zawodnik               | Poz. | Data ur.   | Wz.  | Mecze | Br. | Transfer z/do             | Ostatni klub             |
| -- | ---------------------- | ---- | ---------- | ---- | ----- | --- | ------------------------- | ------------------------ |
|    | Mirosław Sowiński      | BR   | 15.01.1956 | 1,88 | 30    | 0   |                           | Szombierki Bytom         |
|    | Andrzej Heller         | BR   | 2.11.1964  | 1,80 | 0     | 0   | 88(w) z Śniardwy Orzysz   | Śniardwy Orzysz          |
|    | Mariusz Lisowski w     | OB   | 3.02.1964  | 1,90 | 23    | 1   |                           | Legia Warszawa           |
|    | Jarosław Bartnowski w  | OB   | 26.11.1963 | 1,77 | 28    | 0   |                           | AZS-AWF Warszawa         |
|    | Andrzej Kulesza        | OB   | 30.06.1956 | 1,88 | 23    | 0   |                           | Stoczniowiec Gdańsk      |
|    | Antoni Cylwik          | OB   | 16.06.1959 | 1,70 | 25    | 0   |                           | Polonia Bydgoszcz        |
|    | Mirosław Car           | OB   | 24.11.1960 | 1,80 | 12    | 0   |                           | Motor Lublin             |
|    | Dariusz Drągowski w    | PO   | 3.10.1970  | 1,77 | 0     | 0   |                           | (wychowanek)             |
|    | Wiesław Romaniuk       | PO   | 10.01.1963 | 1,75 | 25    | 0   |                           | Włókniarz Białystok      |
|    | Dariusz Czykier        | PO   | 21.02.1966 | 1,81 | 28    | 5   |                           | Jagiellonia II Białystok |
|    | Henryk Mojsa           | PO   | 11.07.1957 | 1,76 | 28    | 1   |                           | Arka Gdynia              |
|    | Janusz Szugzda w       | PO   | 14.10.1962 | 1,80 | 23    | 0   |                           | Gwardia Warszawa         |
|    | Dariusz Bayer w        | PO   | 17.09.1964 | 1,70 | 30    | 0   |                           | ŁKS Łódź                 |
|    | Roman Miszewski        | PO   | 3.03.1961  | 1,75 | 2     | 0   |                           | Bałtyk Gdynia            |
|    | Cezary Kulesza         | PO   | 22.06.1962 | 1,76 | 0     | 0   | 88(w) z Olimpia Zambrów   | Olimpia Zambrów          |
|    | Jerzy Leszczyk         | NA   | 18.09.1961 | 1,84 | 21    | 2   | 87(j) z Widzew Łódź       | Widzew Łódź              |
|    | Marek Stankiewicz      | NA   | 6.12.1968  | 1,78 | 1     | 0   | 87(j) z Gwardia Białystok | Gwardia Białystok        |
|    | Mariusz Szulżycki      | NA   | 1.03.1964  | 1,76 | 2     | 0   |                           | Wisła Kraków             |
|    | Mirosław Tiszkow w     | NA   | 29.04.1959 | 1,70 | 7     | 0   |                           | Śniardwy Orzysz          |
|    | Jarosław Michalewicz w | NA   | 29.04.1965 | 1,73 | 23    | 1   |                           | (wychowanek)             |
|    | Andrzej Ambrożej       | NA   | 20.09.1965 | 1,76 | 25    | 3   |                           | Jagiellonia II Białystok |
|    | Jacek Bayer w          | NA   | 29.12.1964 | 1,87 | 27    | 11  |                           | Gwardia Białystok        |
|    | bramka samobójcza      |      |            |      |       | -   |                           |                          |
|    | Lucjan Trudnos         | BR   | 26.04.1961 | 1,93 | 0     | 0   | 88(w) do ?                | Włókniarz Białystok      |
|    | Tomasz Jakiel w        | NA   | 20.07.1965 | 1,71 | 2     | 0   | 88(w) do Olimpia Elbląg   | Gwardia Białystok        |
|    | Ryszard Jasiukiewicz   | NA   | 20.12.1959 | 1,77 | 0     | 0   | 88(w) do Hutnik Warszawa  | Hutnik Warszawa          |

## Mecze
| Mecze i wyniki | Mecze i wyniki          | Mecze i wyniki   | Mecze i wyniki | Mecze i wyniki | Mecze i wyniki          | Mecze i wyniki | Mecze i wyniki                        | Poz w lidze. | Poz w lidze. | Poz w lidze. |
| Lp. | Data                    | Rozgrywki        | F.             | D/W            | Przeciwnik              | Wynik          | Strzelcy bramek                       | M.           | P.           | Br.          |
| --- | ----------------------- | ---------------- | -------------- | -------------- | ----------------------- | -------------- | ------------------------------------- | ------------ | ------------ | ------------ |
| 1 15 | 5.08.1987 Bielsko-Biała | PP - 1/64        | b.d.           | W              | Włókniarz Bielsko-Biała | 0:2            | Tiszkow 76'(k), Leszczyk 88'          | awans        | awans        | awans        |
| 2 1977 | 9.08.1987 Białystok     | I liga – 1 kol.  | 40000          | D              | Widzew Łódź             | 1:1            | Michalewicz 7'                        | 8            | 1            | 1:1          |
| 3 2978 | 15.08.1987 Katowice     | I liga – 2 kol.  | 10000          | W              | GKS Katowice            | 1:0            |                                       | 12           | 1            | 1:2          |
| 4 3979 | 22.08.1987 Białystok    | I liga – 3 kol.  | 30000          | D              | Lechia Gdańsk           | 1:2            | Leszczyk 20'                          | 12           | 1            | 2:4          |
| 5 4980 | 26.08.1987 Poznań       | I liga – 4 kol.  | 22000          | W              | Lech Poznań             | 1:0            |                                       | 13           | 1            | 2:5          |
| 6 5981 | 29.08.1987 Białystok    | I liga – 5 kol.  | 25000          | D              | Szombierki Bytom        | 1:0            | J.Bayer 57'(k)                        | 12           | 3            | 3:5          |
| 7 6982 | 6.09.1987 Białystok     | I liga – 6 kol.  | 25000          | D              | Olimpia Poznań          | 2:1            | Czykier 53', J.Bayer 68'(k)           | 11           | 5            | 5:6          |
| 8 7983 | 12.09.1987 Wrocław      | I liga – 7 kol.  | 25000          | W              | Śląsk Wrocław           | 2:1            | J.Bayer 6'                            | 11           | 5            | 6:8          |
| 9 16 | 15.09.1987 Radom        | PP - 1/32        | 2000           | W              | Radomiak Radom          | 1:2            | J.Bayer 4', Leszczyk 6'               | awans        | awans        | awans        |
| 10 8984 | 19.09.1987 Białystok    | I liga – 8 kol.  | 25000          | D              | Stal Stalowa Wola       | 1:1            | J.Bayer 66'                           | 11           | 6            | 7:9          |
| 11 9985 | 26.09.1987 Łódź         | I liga – 9 kol.  | 12000          | W              | ŁKS Łódź                | 0:0            |                                       | 11           | 7            | 7:9          |
| 12 10986 | 4.10.1987 Białystok     | I liga – 10 kol. | 35000          | D              | Górnik Zabrze           | 1:3            | J.Bayer 81'                           | 13           | 7            | 8:12         |
| 13 17 | 7.10.1987 Lublin        | PP - 1/16        | b.d.           | W              | Motor Lublin            | 2:1            | J.Szugzda '53                         | odpadnięcie  | odpadnięcie  | odpadnięcie  |
| 14 11987 | 17.10.1987 Gdynia       | I liga – 11 kol. | 6000           | W              | Bałtyk Gdynia           | 2:0            |                                       | 14           | 7            | 8:14         |
| 15 12988 | 24.10.1987 Białystok    | I liga – 12 kol. | 18000          | D              | Górnik Wałbrzych        | 2:0            | J.Bayer 11' 90'                       | 12           | 9            | 10:14        |
| 16 13989 | 1.11.1987 Szczecin      | I liga – 13 kol. | 7000           | W              | Pogoń Szczecin          | 1:0            |                                       | 13           | 9            | 10:15        |
| 17 14990 | 15.11.1987 Białystok    | I liga – 14 kol. | 15000          | D              | Zagłębie Lubin          | 0:0            |                                       | 13           | 10           | 10:15        |
| 18 15991 | 21.11.1987 Warszawa     | I liga – 15 kol. | 10000          | W              | Legia Warszawa          | 1:0            |                                       | 14           | 10           | 10:16        |
| 19 16992 | 12.03.1988 Łódź         | I liga – 16 kol. | 5000           | W              | Widzew Łódź             | 0:0            |                                       | 13           | 11           | 10:16        |
| 20 17993 | 19.03.1988 Białystok    | I liga – 17 kol. | 20000          | D              | GKS Katowice            | 2:1            | Ambrożej 57' Mojsa 88'                | 13           | 13           | 12:17        |
| 21 18994 | 26.03.1988 Gdańsk       | I liga – 18 kol. | 15000          | W              | Lechia Gdańsk           | 0:0            |                                       | 12           | 14           | 12:17        |
| 22 19995 | 4.04.1988 Białystok     | I liga – 19 kol. | 22000          | D              | Lech Poznań             | 1:0            | Czykier 54'                           | 9            | 16           | 13:17        |
| 23 20996 | 9.04.1988 Bytom         | I liga – 20 kol. | 4000           | W              | Szombierki Bytom        | 1:0            |                                       | 11           | 16           | 13:18        |
| 24 21997 | 17.04.1988 Poznań       | I liga – 21 kol. | 5000           | W              | Olimpia Poznań          | 1:0            |                                       | 12           | 16           | 13:19        |
| 25 22998 | 20.04.1988 Białystok    | I liga – 22 kol. | 28000          | D              | Śląsk Wrocław           | 1:0            | J.Bayer 75'                           | 11           | 18           | 14:19        |
| 26 23999 | 30.04.1988 Stalowa Wola | I liga – 23 kol. | 12000          | W              | Stal Stalowa Wola       | 0:0            |                                       | 11           | 19           | 14:19        |
| 27 241000 | 7.05.1988 Białystok     | I liga – 24 kol. | 24000          | D              | ŁKS Łódź                | 1:0            | Ambrożej 20'                          | 10           | 21           | 15:19        |
| 28 251001 | 11.05.1988 Zabrze       | I liga – 25 kol. | 8000           | W              | Górnik Zabrze           | 2:3            | J.Bayer 13' Czykier 59' Lisowski 84'  | 8            | 23           | 18:21        |
| 29 261002 | 25.05.1988 Białystok    | I liga – 26 kol. | 30000          | D              | Bałtyk Gdynia           | 3:1            | Ambrożej 22' Czykier 32' Leszczyk 45' | 8            | 25           | 21:22        |
| 30 271003 | 28.05.1988 Wałbrzych    | I liga – 27 kol. | 2500           | W              | Górnik Wałbrzych        | 1:0            |                                       | 10           | 25           | 21:23        |
| 31 281004 | 5.06.1988 Białystok     | I liga – 28 kol. | 30000          | D              | Pogoń Szczecin          | 1:0            | Czykier 66'                           | 9            | 27           | 22:23        |
| 32 291005 | 11.06.1988 Lubin        | I liga – 29 kol. | 5000           | W              | Zagłębie Lubin          | 2:0            |                                       | 10           | 27           | 22:25        |
| 33 301006 | 18.06.1988 Białystok    | I liga – 30 kol. | 25000          | D              | Legia Warszawa          | 2:0            | J.Bayer 27' 76'                       | 8            | 29           | 24:25        |
| - rozgrywki ligowe, - rozgrywki pucharu polski, - rozgrywki pucharu ligi, - rozgrywki ligi europejskiej, - mecze barażowe lub eliminacyjne, - inne. Liczba meczów w sezonie:1 2 (wszystkie mecze na najwyższym poziomie rozgrywkowym)3 (wszystkie mecze w rozgrywkach ligowych bez baraży) , Puchar Polski: 2 (mecze Pucharu Polski na szczeblu centralnym)3 (wszystkie mecze w Pucharze Polski) |                         |                  |                |                |                         |                |                                       |              |              |              |

## Mecze towarzyskie
- 7-18 lipca zgrupowanie w Suwałkach, następnie tygodniowe zgrupowanie w Warszawie.
- 3-13 listopada zgrupowanie w Suwałkach.
- 1-10 luty zgrupowanie w Gdyni.
- 21 lutego do 2 marca zgrupowsnie w Kamieniu k.Rybnika.

| Mecze i wyniki | Mecze i wyniki               | Mecze i wyniki | Mecze i wyniki | Mecze i wyniki | Mecze i wyniki                    | Mecze i wyniki | Mecze i wyniki                                |
| Lp.            | Data, Kraj, Miasto           | Mecze          | Frekw.         | D/W            | Przeciwnik                        | Wynik          | Strzelcy bramek                               |
| -------------- | ---------------------------- | -------------- | -------------- | -------------- | --------------------------------- | -------------- | --------------------------------------------- |
| 1              | 28.06.1987 Wilno             | tow.           | -              | W              | Žalgiris Wilno (1poz.ZSRR)        | 2:0            |                                               |
| 2              | ?.06.1987 Wilno              | tow.           | -              | W              | Žalgiris Wilno (1poz.ZSRR)        | 2:1            | b.d.                                          |
| 3              | 12.07.1987 Suwałki           | tow.           | -              | W              | Wigry Suwałki (3 poziom)          | 1:3            | Lisowski, Romaniuk, Michalewicz               |
| 4              | 17.07.1987 Suwałki           | tow.           | 3000           | W              | Žalgiris Wilno (1poz.ZSRR)        | 1:1            | Czykier 54'                                   |
| 5              | 26.07.1987 Rawa Maz.         | tow.           | -              | W              | ŁKS Łódź (1 poziom)               | 1:2            | Mojsa, J.Bayer (k)                            |
| 6              | 1.08.1987 Skarżysko-Kamienna | turniej 1/2    | -              | N              | Widzew Łódź (1 poziom)            | 1:3            | J.Bayer 76 Czykier 77' D.Bayer 86'            |
| 7              | 2.08.1987 Skarżysko-Kamienna | turniej fin.   | -              | N              | ŁKS Łódź (1 poziom)               | 2:2 (6:5)k     | Miszewski 61' J.Szugzda 65'                   |
| 8              | 11.10.1987 Spała             | sparing 60min. | -              | N              | Polska U-21 (Olimpijska)          | 1:0            |                                               |
| 9              | 8.11.1987 Suwałki            | tow.           | -              | W              | Wigry Suwałki (4 poziom)          | 1:2            | Michalewicz 23' (sam)39'                      |
| 10             | 3.02.1988 Gdynia             | sparing        | -              | W              | Olimpia Elbląg (2 poziom)         | 1:1            | J.Bayer                                       |
| 11             | 5.02.1988 Gdynia             | sparing        | -              | W              | Orkan Gdynia (3 poziom)           | 5:1            |                                               |
| 12             | 5.02.1988 Gdynia             | sparing        | -              | W              | Jeziorak Iława (4 poziom)         | 3:2            |                                               |
| 13             | 8.02.1988 Elbląg             | sparing        | -              | W              | Olimpia Elbląg (2 poziom)         | 0:1            | Czykier                                       |
| 14             | 10.02.1988 Rumia             | sparing        | -              | W              | Lech Poznań (1 poziom)            | 1:2            | Czykier 10'                                   |
| 15             | 22.02.1988 Kamień            | sparing        | -              | W              | Broń Radom (2 poziom)             | 0:0            |                                               |
| 16             | 24.02.1988 Kamień            | sparing        | -              | W              | Stal Mielec (2 poziom)            | 3:1            |                                               |
| 17             | 26.02.1988 Kamień            | sparing        | -              | W              | Górnik Knurów (2 poziom)          | 0:1            |                                               |
| 18             | 28.02.1988 Kamień            | sparing        | -              | W              | Stal Stocznia Szczecin (2 poziom) | 0:1            |                                               |
| 19             | 1.03.1988 Gliwice            | sparing        | -              | W              | Piast Gliwice (2 poziom)          | 1:3            | J.Bayer                                       |
| 20             | 3.03.1988 Białystok          | sparing        | -              | D              | Gwardia Warszawa (2 poziom)       | 3:0            | J.Bayer 20' (k)55' Ambrożej 70'               |
| 21             | 5.03.1988 Białystok          | sparing        | -              | D              | Stomil Olsztyn (3 poziom)         | 2:1            | Lisowski 30' Kulesza 57'                      |
| 22             | 29.03.1988 Białystok         | tow.           | -              | D              | Žalgiris Wilno (1poz.ZSRR)        | 1:1            | Czykier                                       |
| 23             | 2.04.1988 Białystok          | tow.           | -              | D              | Žalgiris Wilno (1poz.ZSRR)        | b.d.           | Mecz z drużyną rezerw na stadionie Włókniarza |
| 24             | 26.04.1988 Bielsk Podl.      | tow.           | -              | W              | Tur Bielsk Podlaski (4 poziom)    | 1:2            | Leszczyk, J.Szugzda                           |

## Statystyka
| Zawodnik             | Mecze | Min  | Kolejka spotkań | Kolejka spotkań | Kolejka spotkań | Kolejka spotkań | Kolejka spotkań | Kolejka spotkań | Kolejka spotkań | Kolejka spotkań | Kolejka spotkań | Kolejka spotkań | Kolejka spotkań | Kolejka spotkań | Kolejka spotkań | Kolejka spotkań | Kolejka spotkań | Kolejka spotkań | Kolejka spotkań | Kolejka spotkań | Kolejka spotkań | Kolejka spotkań | Kolejka spotkań | Kolejka spotkań | Kolejka spotkań | Kolejka spotkań | Kolejka spotkań | Kolejka spotkań | Kolejka spotkań | Kolejka spotkań | Kolejka spotkań | Kolejka spotkań |
| Zawodnik             | Mecze | Min  | 1               | 2               | 3               | 4               | 5               | 6               | 7               | 8               | 9               | 10              | 11              | 12              | 13              | 14              | 15              | 16              | 17              | 18              | 19              | 20              | 21              | 22              | 23              | 24              | 25              | 26              | 27              | 28              | 29              | 30              |
| -------------------- | ----- | ---- | --------------- | --------------- | --------------- | --------------- | --------------- | --------------- | --------------- | --------------- | --------------- | --------------- | --------------- | --------------- | --------------- | --------------- | --------------- | --------------- | --------------- | --------------- | --------------- | --------------- | --------------- | --------------- | --------------- | --------------- | --------------- | --------------- | --------------- | --------------- | --------------- | --------------- |
| Mirosław Sowiński    | 30    | 2700 | 90              | 90              | 90              | 90              | 90              | 90              | 90              | 90              | 90              | 90              | 90              | 90              | 90              | 90              | 90              | 90              | 90              | 90              | 90              | 90              | 90              | 90              | 90              | 90              | 90              | 90              | 90              | 90              | 90              | 90              |
| Dariusz Bayer        | 30    | 2645 | 90              | 90              | 90              | 67              | 90              | 84              | 90              | 90              | 90              | 90              | 90              | 90              | 90              | 90              | 90              | 90              | 90              | 90              | 90              | 90              | 77              | 90              | 90              | 90              | 90              | 90              | 90              | 90              | 90              | 77              |
| Jarosław Bartnowski  | 28    | 2471 | 90              | 90              | 90              | 90              | 90              | 90              | 90              | 90              | 90              | 90              | 90              | 90              | 90              | 90              | 90              | 90              | 0               | 0               | 90              | 90              | 90              | 90              | 90              | 90              | 90              | 63              | 68              | 90              | 90              | 90              |
| Dariusz Czykier      | 27    | 2305 | 68              | 90              | 90              | 72              | 90              | 90              | 90              | 90              | 90              | 90              | 67              | 90              | 90              | 90              | 0               | 90              | 90              | 90              | 90              | 90              | 59              | 90              | 90              | 77              | 90              | 72              | 90              | 90              | 0               | 0               |
| Antoni Cylwik        | 25    | 2250 | 0               | 90              | 90              | 90              | 90              | 90              | 90              | 90              | 90              | 90              | 90              | 90              | 90              | 90              | 90              | 90              | 90              | 90              | 90              | 90              | 90              | 90              | 90              | 0               | 0               | 0               | 0               | 90              | 90              | 90              |
| Jacek Bayer          | 27    | 2236 | 90              | 41              | 0               | 0               | 77              | 87              | 90              | 90              | 90              | 90              | 90              | 90              | 22              | 0               | 90              | 84              | 90              | 81              | 87              | 90              | 90              | 90              | 65              | 86              | 90              | 90              | 90              | 81              | 85              | 90              |
| Henryk Mojsa         | 28    | 2201 | 90              | 90              | 90              | 90              | 90              | 90              | 90              | 90              | 46              | 0               | 23              | 30              | 90              | 0               | 44              | 90              | 90              | 90              | 90              | 74              | 90              | 90              | 90              | 90              | 48              | 90              | 46              | 90              | 90              | 90              |
| Wiesław Romaniuk     | 25    | 2134 | 0               | 0               | 35              | 90              | 44              | 90              | 75              | 0               | 0               | 0               | 90              | 90              | 90              | 90              | 90              | 90              | 90              | 90              | 90              | 90              | 90              | 90              | 90              | 90              | 90              | 90              | 90              | 90              | 90              | 90              |
| Andrzej Kulesza      | 23    | 1950 | 90              | 90              | 78              | 90              | 46              | 0               | 90              | 46              | 70              | 0               | 0               | 0               | 0               | 90              | 90              | 90              | 90              | 90              | 90              | 90              | 90              | 0               | 0               | 90              | 90              | 90              | 90              | 90              | 90              | 90              |
| Mariusz Lisowski     | 23    | 1919 | 90              | 90              | 90              | 90              | 90              | 0               | 0               | 90              | 90              | 90              | 90              | 0               | 0               | 18              | 0               | 90              | 90              | 90              | 90              | 0               | 90              | 90              | 90              | 90              | 90              | 90              | 90              | 0               | 11              | 90              |
| Jarosław Michalewicz | 23    | 1896 | 90              | 90              | 90              | 90              | 90              | 90              | 90              | 73              | 90              | 90              | 90              | 90              | 90              | 90              | 90              | 88              | 0               | 0               | 76              | 90              | 90              | 80              | 90              | 0               | 0               | 27              | 22              | 0               | 0               | 0               |
| Andrzej Ambrożej     | 24    | 1728 | 90              | 49              | 55              | 0               | 13              | 90              | 20              | 90              | 90              | 90              | 0               | 0               | 0               | 90              | 46              | 6               | 90              | 90              | 14              | 64              | 0               | 65              | 46              | 90              | 90              | 90              | 90              | 90              | 90              | 90              |
| Jerzy Leszczyk       | 21    | 1644 | 90              | 90              | 90              | 90              | 90              | 90              | 70              | 0               | 0               | 90              | 48              | 60              | 72              | 0               | 0               | 0               | 67              | 65              | 0               | 0               | 0               | 0               | 44              | 90              | 77              | 90              | 90              | 61              | 90              | 90              |
| Janusz Szugzda       | 23    | 792  | 22              | 0               | 0               | 18              | 0               | 0               | 0               | 44              | 44              | 17              | 90              | 83              | 18              | 35              | 75              | 2               | 0               | 9               | 0               | 26              | 31              | 25              | 25              | 13              | 32              | 18              | 44              | 29              | 79              | 13              |
| Mirosław Car         | 12    | 426  | 0               | 0               | 0               | 0               | 0               | 0               | 0               | 0               | 20              | 73              | 42              | 90              | 90              | 55              | 15              | 0               | 0               | 0               | 0               | 0               | 0               | 10              | 0               | 4               | 13              | 0               | 0               | 9               | 5               | 0               |
| Mirosław Tiszkow     | 7     | 202  | 0               | 0               | 12              | 23              | 0               | 3               | 0               | 17              | 0               | 0               | 0               | 7               | 68              | 72              | 0               | 0               | 0               | 0               | 0               | 0               | 0               | 0               | 0               | 0               | 0               | 0               | 0               | 0               | 0               | 0               |
| Tomasz Jakiel        | 2     | 48   | 0               | 0               | 0               | 0               | 0               | 0               | 0               | 0               | 0               | 0               | 0               | 0               | 0               | 0               | 0               | 0               | 23              | 25              | 0               | 0               | 0               | 0               | 0               | 0               | 0               | 0               | 0               | 0               | 0               | 0               |
| Roman Miszewski      | 2     | 21   | 0               | 0               | 0               | 0               | 0               | 6               | 15              | 0               | 0               | 0               | 0               | 0               | 0               | 0               | 0               | 0               | 0               | 0               | 0               | 0               | 0               | 0               | 0               | 0               | 0               | 0               | 0               | 0               | 0               | 0               |
| Mariusz Szulżycki    | 2     | 19   | 0               | 0               | 0               | 0               | 0               | 0               | 0               | 0               | 0               | 0               | 0               | 0               | 0               | 0               | 0               | 0               | 0               | 0               | 3               | 16              | 0               | 0               | 0               | 0               | 0               | 0               | 0               | 0               | 0               | 0               |
| Marek Stankiewicz    | 1     | 13   | 0               | 0               | 0               | 0               | 0               | 0               | 0               | 0               | 0               | 0               | 0               | 0               | 0               | 0               | 0               | 0               | 0               | 0               | 0               | 0               | 13              | 0               | 0               | 0               | 0               | 0               | 0               | 0               | 0               | 0               |

## Powołania do reprezentacji
| Nazwisko                       | Data                 | rodz. | mecz  | bramki | czas |
| ------------------------------ | -------------------- | ----- | ----- | ------ | ---- |
| Jacek Bayer                    | 12.04.1987           | el.ME | : 0:0 | 0      | 45'  |
| Reprezentacja młodzieżowa U-21 |                      |       |       |        |      |
| Jacek Bayer                    | 22.09.1987 Białystok | el.ME | : 0:1 | 0      | 90'  |
| Andrzej Ambrożej               | 24.03.1987 Ciechanów | tow.  | : 1:3 | 0      | 90'  |
| Andrzej Ambrożej               | 22.09.1987 Białystok | el.ME | : 0:1 | 0      | 5'   |
| Dariusz Czykier                | 22.09.1987 Białystok | el.ME | : 0:1 | 0      | 90'  |